# Комарівська сільська рада (Ізюмський район)
Комарі́вська сільська́ ра́да — адміністративно-територіальна одиниця та орган місцевого самоврядування в Ізюмському районі Харківської області. Адміністративний центр — село Комарівка.

## Загальні відомості
- Територія ради: 64,83 км²
- Населення ради: 708 осіб (станом на 2001 рік)

## Населені пункти
Сільській раді були підпорядковані населені пункти:
- с. Комарівка
- с. Миколаївка

## Склад ради
Рада складалася з 12 депутатів та голови.
- Голова ради: Монастирська Олена Володимирівна
- Секретар ради: Волкова Алла Вікторівна

### Керівний склад попередніх скликань
| Прізвище, ім'я, по батькові      | Основні відомості                                                 | Дата обрання | Дата звільнення |
| -------------------------------- | ----------------------------------------------------------------- | ------------ | --------------- |
| Селін Петро Павлович             | Сільський голова, 1962 року народження, безпартійний              | 26.03.2006   | 21.01.2007      |
| Монастирська Олена Володимирівна | Сільський голова, 1976 року народження, освіта вища, позапартійна | 03.06.2007   | 31.10.2010      |
| Монастирська Олена Володимирівна | Сільський голова, 1976 року народження, освіта вища, позапартійна | 31.10.2010   |                 |

Примітка: таблиця складена за даними сайту Верховної Ради України

### Депутати
За результатами місцевих виборів 2010 року депутатами ради стали:

#### За суб'єктами висування
| Суб'єкт висування            | Кількість обраних депутатів | %    |
| ---------------------------- | --------------------------- | ---- |
| Самовисування                | 7                           | 58,3 |
| Партія регіонів              | 4                           | 33,3 |
| Соціалістична партія України | 1                           | 8,3  |

#### За округами
| № округу                     | Прізвище, ім'я, по батькові       | Дата визнання обраним | Освіта           | Партійна приналежність             | Відомості про обраного депутата     |
| ---------------------------- | --------------------------------- | --------------------- | ---------------- | ---------------------------------- | ----------------------------------- |
| Партія регіонів              |                                   |                       |                  |                                    |                                     |
| 2                            | Тимирбулатова Світлана Леонідівна | 01.11.2010            | середня          | член Партії регіонів               | ПП"Золота Нива-1", телятниця        |
| 3                            | Кіт Олексій Анатолійович          | 01.11.2010            | середня          | член Партії регіонів               | тимчасово не працює                 |
| 7                            | Рублевська Тетяна Володимирівна   | 01.11.2010            | середня          | член Партії регіонів               | тимчасово не працює                 |
| 8                            | Котелевський Олег Григорович      | 01.11.2010            | середня          | член Партії регіонів               | ПП Бондар, реалізатор               |
| Соціалістична партія України |                                   |                       |                  |                                    |                                     |
| 4                            | Івченко Людмила Миколаївна        | 01.11.2010            | середня          | член Соціалістичної партії України | пенсіонер                           |
| Самовисування                |                                   |                       |                  |                                    |                                     |
| 1                            | Волкова Алла Вікторівна           | 01.11.2010            | середня          | позапартійна                       | Комарівська сільська рада, секретар |
| 5                            | Чех Наталія Вікторівна            | 01.11.2010            | середня          | член Партії регіонів               | Комарівська с/р, гол. бух           |
| 6                            | Супрун Олена Володимирівна        | 01.11.2010            | середня          | позапартійна                       | Комарівський ФП, завідувачка        |
| 9                            | Мараховський Микола Федорович     | 01.11.2010            | вища             | позапартійний                      | тимчасово не працює                 |
| 10                           | Шерстюк Ольга Дмитрівна           | 01.11.2010            | середня          | позапартійна                       | пенсіонер                           |
| 11                           | Коваленко Євгеній Володимирович   | 01.11.2010            | незакінчена вища | позапартійний                      | тимчасово не працює                 |
| 12                           | Кошелєва Тетяна Іванівна          | 01.11.2010            | середня          | член Партії регіонів               | Відділеннязв'язку, зав. від.        |

## Населення
Згідно з переписом УРСР 1989 року чисельність наявного населення сільської ради становила 651 особа, з яких 293 чоловіки та 358 жінок.
За переписом населення України 2001 року в сільській раді мешкало 707 осіб.

### Мова
Розподіл населення за рідною мовою за даними перепису 2001 року:
| Мова       | Відсоток |
| ---------- | -------- |
| українська | 93,93 %  |
| російська  | 3,25 %   |
| білоруська | 0,42 %   |
| вірменська | 0,14 %   |
| молдовська | 0,14 %   |
| інші       | 2,12 %   |